# Rhombozoa
Rhombozoa, koljeno sitnih parazita koji žive u glavonošcima. Tradicionalno su s Orthonectida grupirani u mesozoa. Nisu podijeljeni u razrede i redovem, ali postoje 3 porodice: Conocyemidae s rodovima Conocyema (4 vrste) i Microcyema (1 vrsta); Dicyemidae s rodovima Dicyema (50 vrsta), Dicyemennea (28 vrsta), Dicyemodeca (2 vrste), Pleodicyema (1 vrsta) i Pseudicyema (2 vrste) i Kantharellidae s rodom Kantharella (1 vrsta).

## Podjela
- Porodica Conocyemidae:
  - Rod Conocyema:
    - Vrste: Conocyema adminicula, Conocyema deca, Conocyema marplatensis, Conocyema polymorpha.

  - Rod Microcyema:
    - Vrste: Microcyema vespa.
- Porodica Dicyemidae: 
  - Rod Dicyema: 
    - Vrste: Dicyema acciacatum, Dicyema acheroni, Dicyema acuticephalum, Dicyema aegira, Dicyema akashiense, Dicyema apalachiensis, Dicyema apollyoni, Dicyema australis, Dicyema awajiense, Dicyema balamuthi, Dicyema balanocephalum, Dicyema banyulensis, Dicyema benedeni, Dicyema bilobum, Dicyema briarei, Dicyema caudatum, Dicyema clavatum, Dicyema colurum, Dicyema dolichocephalum, Dicyema erythrum, Dicyema hadrum, Dicyema helocephalum, Dicyema hypercephalum, Dicyema irinoense, Dicyema irintosaenseoense, Dicyema japonicum, Dicyema koshidai, Dicyema leiocephalum, Dicyema lycidoeceum, Dicyema macrocephalum, Dicyema megalocephalum, Dicyema microcephalum, Dicyema misakiense, Dicyema monodi, Dicyema moschatum, Dicyema oligomerum, Dicyema orientale, Dicyema paradoxum, Dicyema platycephalum, Dicyema rhadinum, Dicyema rondeletiolae, Dicyema schulzianum, Dicyema shorti, Dicyema sphaerocephalum, Dicyema sphyrocephalum, Dicyema sullivani, Dicyema truncatum, Dicyema typoides, Dicyema typus, Dicyema whitmani

  - Rod Dicyemennea: 
    - Vrste: Dicyemennea abasi, Dicyemennea abbreviata, Dicyemennea abelis, Dicyemennea abreida, Dicyemennea adscita, Dicyemennea bathybenthum, Dicyemennea brevicephala, Dicyemennea brevicephaloides, Dicyemennea californica, Dicyemennea canadensis, Dicyemennea curta, Dicyemennea dogieli, Dicyemennea dorycephalum, Dicyemennea eledones, Dicyemennea eltanini, Dicyemennea filiformis, Dicyemennea gracile, Dicyemennea granularis, Dicyemennea gyrinodes, Dicyemennea lameerei, Dicyemennea loninucleata, Dicyemennea mastigoides, Dicyemennea minabense, Dicyemennea nouveli, Dicyemennea ophioides, Dicyemennea rossiae, Dicyemennea ryukyuense, Dicyemennea trochocephalum

  - Rod Dicyemodeca:
    - Vrste: Dicyemodeca anthinocephalum, Dicyemodeca sceptrum

  - Rod Pleodicyema:
    - Vrste: Pleodicyema delamarei

  - Rod Pseudicyema:
    - Vrste: Pseudicyema nakaoi, Pseudicyema truncatum
- Porodica Kantharellidae:
  - Rod: Kantharella.
    - Vrste: Kantharella antarctica